# Деревенщина (фильм, 1919)
Деревенщина (англ. The Hayseed) — американская короткометражная кинокомедия Роско Арбакла 1919 года с Бастером Китоном в главной роли.

## Сюжет
Бастер управляет магазином, в то время как Роско доставляет почту, они влюблены в Молли. Местный констебль, также заинтересован в Молли, он крадет $ 300 и обвиняет в этом Бастера.

## В ролях
- Роско 'Толстяк' Арбакл — почтальон
- Бастер Китон — владелец магазина
- Молли Мэлоун — девушка Молли
- Джек Кугэн — констебль